# Educação judaica
Educação judaica (em hebraico:  חינוך, Chinuch) é a transmissão dos dogmas, princípios e leis religiosas do judaísmo. Conhecidos como o "povo do livro", os judeus valorizam a educação, e o valor da educação está fortemente enraizado na cultura judaica. O judaísmo coloca uma forte ênfase no estudo da Torá, desde os primeiros dias de estudo do Tanakh.

## História
A educação judaica tem sido valorizada desde o nascimento do judaísmo. Na Bíblia Hebraica Abraão é elogiado por instruir sua descendência nos caminhos de Deus. Um dos deveres básicos dos pais judeus é prover a instrução de seus filhos conforme estabelecido no primeiro parágrafo da oração Shemá Israel: “Leve a sério estas instruções com as quais eu o encarrego neste dia. Imprima-os em seus filhos. Recite-os quando estiver em casa e quando estiver fora, ao se deitar e ao se levantar. Amarre-os como um sinal em sua mão e deixe-os servir como um símbolo em sua testa; inscreve-os nas ombreiras da tua casa e nas tuas portas” (Deut. 6:6-9). Além disso, as crianças são aconselhadas a buscar a instrução de seus pais: "Lembre-se dos dias antigos, considere os anos de muitas gerações; pergunta a teu pai, e ele te contará, teus anciãos, e eles te dirão" (Deut. 32:7). O Livro dos Provérbios também contém muitos versos relacionados à educação: “Meu filho, não esqueça meu ensino, mas deixe sua mente reter meus mandamentos; Pois eles darão a você comprimento de dias, anos de vida e bem-estar“ (Prov. 3:1-2).
O aprendizado do ensino fundamental foi considerado obrigatório por Simeon ben Shetach em 75 AEC e por Joshua ben Gamla em 64 EC. A educação de meninos e homens mais velhos em um beth midrash pode ser rastreada até o período do Segundo Templo. O Talmud afirma que as crianças devem começar a escola aos seis anos e não devem ser impedidas de estudar por outras tarefas.
Conforme Judah ben Tema, “Aos cinco anos atinge-se a idade para estudar a Mikra, aos dez para estudar a Mishná, aos treze para cumprir as mitsvot, aos quinze para estudar o Talmud” (Avot 5:21). Mikra refere-se à Torá escrita, Mishná refere-se à complementar Torá oral (as leis concisas e precisas que ditam como os mandamentos da Torá escrita são alcançados) e o Talmud refere-se à compreensão da unidade da lei oral e escrita e contemplação das leis. O termo "Talmud" usado aqui é um método de estudo e não deve ser confundido com a Talmud com o mesmo nome. Seguindo essa tradição, os judeus estabeleceram suas próprias escolas ou contrataram professores particulares para seus filhos até o final do século XVIII. As escolas ficavam em anexos ou prédios separados perto da sinagoga.
Rabban Gamaliel, filho do rabino Judah Hanasi disse que o estudo da Torá é excelente quando combinado com Derech Eretz, ocupação mundana, pois o trabalho em ambos mantém o pecado fora da mente; Mas [o estudo da] Torá que não é combinado com uma ocupação mundana acaba sendo negligenciado e se torna a causa do pecado.

## Educação judaica formal

### Segregação sexual
A  segregação sexual na educação era tradicionalmente a norma, embora muitas escolas judaicas contemporâneas não segreguem os alunos, fora das comunidades Ortodoxo ou Ultra ortodoxo. Historicamente, a educação dos meninos nas yeshivas era focada principalmente no estudo das escrituras judaicas, como a Torá e o Talmude, enquanto as meninas obtinham estudos tanto na educação judaica quanto em estudos seculares mais amplos.

### Ensino fundamental
O Talmud (Tratado Bava Bathra 21a) atribui a instituição da educação judaica formal ao sábio do primeiro século Joshua ben Gamla. Antes disso, os pais ensinavam seus filhos informalmente. Ben Gamla instituiu escolas em todas as cidades e tornou a educação obrigatória a partir dos 6 ou 7 anos de idade. O Talmud atribui grande importância as "Tinokot shel beth Rabban" (as crianças [que estudam] na casa do rabino), afirmando que o mundo continua a existir para seu aprendizado e que mesmo para a reconstrução do Templo em Jerusalém, as aulas não devem ser interrompidas (Tratado Shabat 119b).

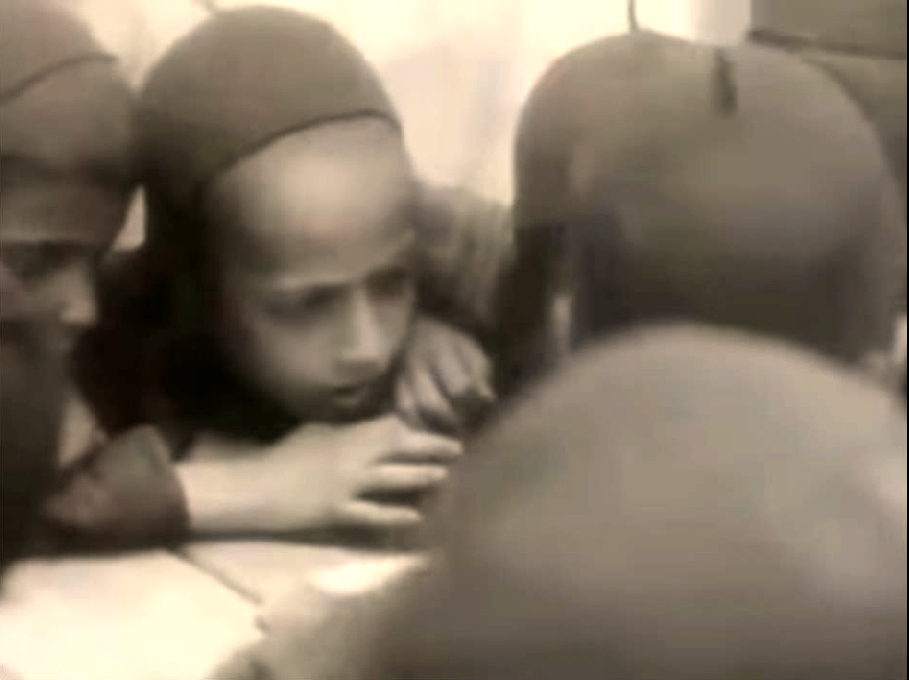
Crianças judias de um "cheder" em Sana'a Yemen, 1929

### A Yeshivá

#### História
Nos tempos Mishnaicos e talmúdicos, os jovens eram ligados a um bet Din (tribunal da lei judaica), onde eles se sentavam em três filas e progrediam à medida que seus colegas eram elevados para se sentar na corte.[carece de fontes?]
Depois que o sistema judicial formal foi abolido, as yeshivot tornaram-se os principais locais de estudo da Torá. O próprio Talmud foi composto em grande parte nas yeshivot de Sura e Pumbedita na Babilônia, e os principais sábios da geração ensinaram lá. Até o século 19, os jovens geralmente estudavam com o rabino local, que recebia fundos da comunidade judaica para manter vários alunos. Os mestres hassídico e o rabino judeu lituano Chaim Volozhin fundaram yeshivot centralizadas.

#### Yeshivá modernas
As Yeshivot têm permanecido de importância central na comunidade ortodoxa até hoje. Atualmente, existem inúmeras yeshivot - particularmente nos Estados Unidos e em Israel, mas, em geral, onde quer que haja uma comunidade ortodoxa estabelecida. No século 20, Hesder (sionistas religiosos israelenses) e yeshivot ortodoxas modernos  também foram fundadas.
Em todas essas comunidades, o estudo da yeshiva é comum, com homens jovens (e mulheres em um midrashá) passando vários anos após o ensino médio estudando a Torá. Nas comunidades Haredi / hassídicas, esse estudo geralmente se estende por décadas.
As correntes não ortodoxas também têm yeshivot, embora sejam destinadas (quase inteiramente) à preparação rabínica. Seus programas de estudos também se afastam do tradicional.

#### Ênfase na educação secular
No século 21, os críticos nos Estados Unidos e em Israel protestaram que (algumas) yeshivot Haredi e hassídicas estavam ensinando estudos religiosos com a exclusão de assuntos seculares, como matemática e ciências. Essa aversão Haredi aos estudos seculares se manifesta de maneira diferente em Israel e fora de Israel.